# Den jeg elsker, elsker jeg
Den jeg elsker, elsker jeg blev en hitlåt med Sanne Salomonsen 1988.
Shake framförde låten på i svenska Dansbandskampen 2009 under titeln "Den jag älskar, älskar jag". och deras version togs också med på det tävlingens officiella samlingsalbum.

## Listplaceringar
| Lista (1988) | Topplacering |
| ------------ | ------------ |
| Sverige      | 1            |

### Fotnoter
1. ↑  ”Shake ligger i hårdträning inför ”Dansbandskampen””. Sundsvalls Tidning. 26 november 2009. Arkiverad från originalet den 1 augusti 2018. https://web.archive.org/web/20180801003654/https://www.st.nu/artikel/noje/shake-ligger-i-hardtraning-infor-dansbandskampen. Läst 26 augusti 2011.
2. ↑  ”Svensk mediedatabas”. http://smdb.kb.se/catalog/id/002576210. Läst 26 augusti 2011.
3. ↑  ”Listplacering”. Hitparad. http://hitparad.se/showitem.asp?interpret=S%F8s+Fenger+%2F+Thomas+Helmig+%2F+Sanne+Salomonsen+%2F+Anne+Linnet&titel=Den+jeg+elsker+jeg&cat=s. Läst 26 augusti 2011.